# عیسایف
عیسایف جماعت و شهرکی در جنوب غربی کشور تاجیکستان است که در ناحیهٔ جلال‌الدین رومی ولایت ختلان قرار دارد. 